# Raymond Brink
Raymond Brink (anglès: Raymond Woodard Brink)  (Newark, 4 de gener de 1890 - La Jolla, 27 de desembre de 1973) va ser un matemàtic estatunidenc.

## Vida i Obra
Brink va estudiar a la universitat de Kansas on es va graduar el 1909. Després de dedicar-se un temps a l'ensenyament, va ingressar a la universitat Harvard en la qyal va obtenir el doctorat el 1916 amb una tesi dirigida per George Birkhoff. Després de doctorar-se, Brink va estar el curs 1916-1917 a París, ampliant estudis a Collège de France i la Sorbona.
El 1917 va ser nomenat professor de la universitat de Minnesota en la qual va romandre fins a la seva jubilació el 1957 dirigint el departament de matemàtiques. El curs 1919-1920 va estar a la universitat d'Edimburg i els cursos 1924-25 i 1932-33 van ser anys sabàtics que va destinar a estudiar a París.
El 1918 es va casar amb Carol Ryrie a qui havia conegut com a alumna quan donava classes de secundària a Moscow (Idaho). Amb el seu suport, Carol Ryrie Brink va arribar a ser una escriptora de literatura infantil i juvenil molt coneguda. En jubilar-se, i després de ser professor visitant a la universitat de Miami el curs 1958-59, la parella es va anar a viure a Califòrnia on van morir tots dos amb uns anys de diferència.
Brink és recordat, sobre tot, per una dotzena de llibres de text que van tenir molt ampla difusió per la seva claredat i rigor.